# Terrorparagraffen
Den danske straffelovs § 114, populært kaldet terrorparagraffen eller terrorismeparagraffen, definerer terrorisme i den danske lovgivnings forstand og skærper strafferammen for en række lovovertrædelser, hvis de vurderes at være begået med et terroristisk motiv. Desuden gør den det strafbart at give økonomisk støtte til grupper, der planlægger handlinger, der falder ind under terrorparagraffen. I sin nuværende form er paragraffen især et resultat af en skærpelse af lovgivningen på området i 2002 efter terrorangrebet i USA den 11. september 2001. 

## Indhold
Terrorparagraffen skærper strafferammen for en række lovovertrædelser som drab, drabsforsøg, vold, brandstiftelse og frihedsberøvelse, hvis det vurderes, at de er sket med terrorformål, f.eks. med henblik på at skræmme en befolkning i alvorlig grad. I sådanne tilfælde er strafferammen livsvarigt fængsel. Desuden kan økonomisk støtte til grupper, der planlægger handlinger, der falder ind under terrorparagraffen, straffes med fængsel op til ti år.

## Baggrund
I sin nuværende form stammer terrorparagraffen i hovedsagen fra 2002. Som konsekvens af terrorangrebet i USA den 11. september 2001 blev der i mange lande vedtaget ny lovgivning imod terror. EU opfordrede således sine medlemslande til at skærpe deres lovgivning på området og vedtog desuden en række anbefalinger og fælles regler, der i et vist omfang forpligtede medlemslandene til at indføre bestemte regler. I Danmark vedtog et stort flertal i Folketinget i maj 2002 en antiterrorpakke, der bestod af en række ændringer af eksisterende love, herunder straffelovens paragraf 114. Det skete efter en offentlig debat, hvor tilhængere af lovpakken mente, at den ville bidrage til at sikre et trygt, frit og demokratisk samfund, mens kritikere modsat udtalte, at den netop ville underminere de demokratiske værdier og frihedsrettighederne.
Med antiterrorpakken blev strafferammen for overtrædelse af paragraf 114 hævet fra seks år til livsvarigt fængsel, og flere former for forbrydelser blev omfattet af straffen. Samtidig blev det præciseret, at handlinger skal være begået med et terroristisk motiv for at være strafbare efter denne paragraf, og paragraffen indeholdt som noget nyt en definition af, hvad der kan anses for at være terrorisme.
Terrorparagraffen er siden blevet justeret bl.a. i 2006 i forbindelse med den terrorpakke, der blev vedtaget i dette år.

## Sager efter terrorparagraffen
Det danske politi har siden 2002 efterforsket adskillige sager i Danmark som terrorsager. Blandt de kendteste hører:
- Boghandleren fra Brønshøj
- Glostrup-sagen
- Vollsmose-sagen
- Glasvej-sagen
- Den etbenede bombemand
- Sagen mod ROJ TV[9]
- Terrorforsøg mod Jyllands-Posten 2010
- Terrorangrebene i København 2015
- Kundby-sagen

## Terrorparagraffens ordlyd
Terrorparagraffens ordlyd (pr. december 2020) er:
"§ 114. For terrorisme straffes med fængsel indtil på livstid den, som med forsæt til at skræmme en befolkning i alvorlig grad eller uretmæssigt at tvinge danske eller udenlandske offentlige myndigheder eller en international organisation til at foretage eller undlade at foretage en handling eller at destabilisere eller ødelægge et lands eller en international organisations grundlæggende politiske, forfatningsmæssige, økonomiske eller samfundsmæssige strukturer begår en eller flere af følgende handlinger, når handlingen i kraft af sin karakter eller den sammenhæng, hvori den begås, kan tilføje et land eller en international organisation alvorlig skade:
1. Manddrab efter § 237.

1. Grov vold efter § 245 eller § 246.

1. Frihedsberøvelse efter § 261.

1. Forstyrrelse af trafiksikkerheden efter § 184, stk. 1, retsstridige forstyrrelser i driften af almindelige samfærdselsmidler m.v. efter § 193, stk. 1, eller groft hærværk efter § 291, stk. 2, hvis disse overtrædelser begås på en måde, der kan bringe menneskeliv i fare eller forårsage betydelige økonomiske tab.

1. Kapring af transportmidler efter § 183 a.

1. Overtrædelser af lovgivningen om våben og eksplosivstoffer under særligt skærpende omstændigheder efter § 192 a.

1. Brandstiftelse efter § 180, sprængning, spredning af skadevoldende luftarter, oversvømmelse, skibbrud, jernbane- eller anden transportulykke efter § 183, stk. 1 og 2, sundhedsfarlig forurening af vandforsyningen efter § 186, stk. 1, sundhedsfarlig forurening af ting bestemt til almindelig udbredelse m.v. efter § 187, stk. 1.

1. Besiddelse eller anvendelse m.v. af radioaktive stoffer efter § 192 b.

Stk. 2. På samme måde straffes den, som med det i stk. 1 nævnte forsæt transporterer våben eller eksplosivstoffer.
Stk. 3. Endvidere straffes på samme måde den, der med det i stk. 1 nævnte forsæt truer med at begå en af de i stk. 1 og 2 nævnte handlinger."

Yderligere uddybende bestemmelser og straffeansættelser findes i §§114 a-j.